# Анархија
Анархија, долази од грчког αναρχία (anarchia), што значи без власти (префикс аn- значи без, корен arch- се преводи као влада или власт).
Анархија је облик друштва у ком настоји да се поништи сваки облик наметнутог ауторитета; анархисти верују у човекову природну способност аутоконтроле у друштву. Постојање друштвених правила и уговора није априори искључено у анархији, битно је само да је та правила и те уговоре слободно одредила и прихватила заједница које се она и тичу и да нису наметнута одозго, као што се догађа тамо где једни људи имају већу моћ од других. Но, то је, свакако, с обзиром на реалности људског развоја, тек идеал.
Мада је у људској историји било бројних остварења друштава и организација базираних на анархистичким принципима, Париска комуна из 1871. је била вероватно први покушај анархистичке организације друштва који је глобално одјекнуо; као што је коментарисао руски анархокомунистичи анархиста Михаил Бакуњин, који је био један од водећих мислилаца анархије. Још је конкретнијих и опширнијих остварења анархистичких принципа у друштву било и у време грађанског рата у Шпанији, за време ког су радници, често као чланови анархосиндикалних организација као што је CNT у Каталонији и Арагону, доказали делотворност самоуправе јавног превоза и производних предузећа - индустријских, као и пољопривредних: преко хоризонтално организованих скупштина биле су остварене колективизације земљишта заплењене од велепоседника а у неким случајевима је чак било укинуто и приватно власништво.
Такође, постојала је Слободна територија на истоку данашње Украјине која је за време руског грађанског рата од 1918. до 1921. била под контролом анархиста, обично организирана у совјете или радничко-сељачке комуне. Настала је у метежу Октобарске револуције као и немачком и аустро-угарском окупацијом на крају Првог светског рата, односно када се у деловима тадашње Украјине почео пружати отпор окупаторима и сателитском режиму Украјинске државе. Који је настојао достављати храну и жито за потребе Централних сила. Међу тим герилским формацијама се највише истакла Револуционарна устаничка армија Украјине под водством анархокомунистичог анархисте Нестора Махноа која је довољно ојачала да се под контролом анархиста нађе подручје где је живело око 7 милиона људи.